# Ingvar Nilsfelt
Sten Ingvar Nilsfelt, född 5 september 1933 i Göteborg, är en svensk målare, tecknare och grafiker. 
Han studerade vid Slöjdföreningens skola i Göteborg och vid Académie Colarossi i Paris. Nilsfelt specialiserade sig på träsnitt och är en av landets få träsnittare som använder en äldre teknik vid sitt arbete. Han är medlem i föreningen Xylon. Vid sidan av grafiken målar han även landskap i olja. Nilsfelt är representerad vid Moderna museet, Grafikens hus, Borås konstmuseum, Gävle museum, Smålands museum i Växjö samt i ett flertal kommuner och landsting.